# Nesocore candida
Nesocore candida är en insektsart som beskrevs av Ronald Gordon Fennah 1950. Nesocore candida ingår i släktet Nesocore och familjen Derbidae. Inga underarter finns listade i Catalogue of Life.